# Laja (kommun i Chile, Región del Biobío)
Laja är en kommun i Chile.   Den ligger i provinsen Provincia de Biobío och regionen Región del Biobío, i den södra delen av landet, 500 km söder om huvudstaden Santiago de Chile.
I omgivningarna runt Laja växer i huvudsak städsegrön lövskog. Runt Laja är det ganska tätbefolkat, med 120 invånare per kvadratkilometer.